# Armorial des localités de Hongrie
Cette page donne accès par entrées alphabétique, géographique et politico-administrative à l'armorial des localités de Hongrie.

## Armoriaux des localités de Hongrie par classement alphabétique
- Armorial des localités de Hongrie/A-Á
- Armorial des localités de Hongrie/B
- Armorial des localités de Hongrie/C-Cs
- Armorial des localités de Hongrie/D
- Armorial des localités de Hongrie/E-É
- Armorial des localités de Hongrie/F
- Armorial des localités de Hongrie/G-Gy
- Armorial des localités de Hongrie/H
- Armorial des localités de Hongrie/I
- Armorial des localités de Hongrie/J
- Armorial des localités de Hongrie/K
- Armorial des localités de Hongrie/L
- Armorial des localités de Hongrie/M
- Armorial des localités de Hongrie/N-Ny
- Armorial des localités de Hongrie/O-Ó-Ö-Ő
- Armorial des localités de Hongrie/P
- Armorial des localités de Hongrie/R
- Armorial des localités de Hongrie/S-Sz
- Armorial des localités de Hongrie/T-Ty
- Armorial des localités de Hongrie/U-Ú-Ü-Ű
- Armorial des localités de Hongrie/V
- Armorial des localités de Hongrie/Z-Zs

## Armoriaux des localités de Hongrie par comitat
- Armorial des localités de Bács-Kiskun
- Armorial des localités de Baranya
- Armorial des localités de Békés
- Armorial des localités de Borsod-Abaúj-Zemplén
- Armorial des localités de Csongrád
- Armorial des localités de Fejér
- Armorial des localités de Győr-Moson-Sopron
- Armorial des localités de Hajdú-Bihar
- Armorial des localités de Heves
- Armorial des localités de Jász-Nagykun-Szolnok
- Armorial des localités de Komárom-Esztergom
- Armorial des localités de Nógrád
- Armorial des localités de Pest
- Armorial des localités de Somogy
- Armorial des localités de Szabolcs-Szatmár-Bereg
- Armorial des localités de Tolna
- Armorial des localités de Vas
- Armorial des localités de Veszprém
- Armorial des localités de Zala

## Armoriaux des localités de Hongrie par rang
- Armorial des villes de droit comital de Hongrie
- Armorial des villes de Hongrie
- Armorial des grandes communes de Hongrie
- Armorial des communes de Hongrie